# 61-й штурмовой авиационный полк
61-й штурмовой авиационный Краснознамённый полк — воинская часть Вооружённых сил СССР в Великой Отечественной войне.

## Наименование полка
В различные годы своего существования полк имел наименования:
- эскадрилья «Ультиматум» (1924)[1];
- 9-я эскадрилья «Ультиматум»[1];
- 5-й штурмовой авиационный полк (04.1938 г.)[1];
- 61-й штурмовой авиационный полк (09.1940)[1];
- 61-й штурмовой авиационный Краснознамённый полк (09.11.1941 г.)[2];[1];
- 165-й гвардейский штурмовой авиационный Краснознамённый полк[2][1];
- 165-й гвардейский штурмовой авиационный Станиславский Краснознамённый полк[2][1];
- 165-й гвардейский истребительный авиационный Станиславский Краснознамённый полк[2];
- 165-й гвардейский истребительный авиационный Станиславский Краснознамённый полк ПВО[2];
- Войсковая часть (Полевая почта) 10292[3].

## История и боевой путь полка
В 1924 году в Гомеле был создан авиационный отряд из самолётов Ньюпор, Авро и De Havilland. С увеличением этого отряда сформирована эскадрилья «Ультиматум». К 1927 году эскадрилья была вооружена самолётами Р-1 (Поликарпов Р-1).
В 1928 году эскадрилья «Ультиматум» вошла в состав 252-й штурмовой авиабригады ВВС Белорусского военного округа. В 1932 году эскадрилья перевооружена на Р-5 и вошла в состав 114-й авиабригады, базировавшейся в Гомеле. В 1934 году получила новые Р-5ССС и вошла в состав 8-й штурмовой авиабригады ВВС Белорусского особого военного округа.
В сентябре 1936 года большинство лётчиков во главе с командиром эскадрильи убыли в Испанию для участия в гражданской войне. В апреле 1938 года в связи с реорганизацией ВВС Красной армии из трех эскадрилий 8-й штурмовой авиабригады созданы два штурмовых полка:
- 14-й штурмовой авиационный полк (65-я эскадрилья и часть 29-й эскадрильи);
- 5-й штурмовой авиационный полк (9-я эскадрилья «Ультиматум» и часть 29-й эскадрильи).

5-й штурмовой авиационный полк базировался в Гомеле. В сентябре 1940 года полк переименован в 61-й штурмовой авиационный полк и входил с февраля 1940 года в состав 8-й смешанной авиадивизии ВВС Прибалтийского военного округа, базируясь на аэродроме Кейданы Литовской ССР.
В составе действующей армии во время ВОВ со 22 июня 1941 по 5 июля 1941, с 13 июля 1941 по 16 ноября 1941, с 10 января 1942 по 17 марта 1942, с 24 июня 1942 по 5 февраля 1944 года.
На 22 июня 1941 года базировался в Кейданы, имел на вооружении 80 самолётов И-153, И-15 бис (в том числе 5 неисправных), а также 5 Ил-2, ещё не освоенных лётчиками. По иным данным 61 И-153, 5 И-15 бис и 5 Ил-2.
В первый же день войны аэродром четырежды подвергся бомбардировке и штурмовке, потерял все Ил-2 (брошенными в Вильнюсе) и 15 И-153. Оставшиеся самолёты перебазировались на полевой аэродром Маркштат в районе Каунаса. До 25 июня 1941 года совершил 123 вылета на штурмовку войск противника в районах Мариамполь, Вилкавишкис. На 26 июня 1941 года в полку оставались 17 И-153 и полк перебазировался в Даугавпилс, затем сразу в Псков, где самолёты с лётчиками были переданы в другие части, а оставшиеся без самолётов 34 пилота отведены в Воронеж, где с 5 по 13 июля переучивались на Ил-2.
Личный состав переучился на Ил-2 за шесть дней и с 13 июля 1941 года вновь приступил к боевым действиям на смоленском направлении, войдя в состав 23-й смешанной авиадивизии, и ведя боевые действия по защите города Москвы, нанося удары по колоннам в районах Гугино, Смоленск, Монастырщина, Красное, Мстиславль, Хиславичи, Шаталово, Починок, Ельня. Полк выполнил 158 самолёто-вылетов, при этом потерял 24 машины, 6 лётчиков убитыми и пропавшими без вести и 6 лётчиков ранеными. К 24 июля 1941 года в составе полка осталось всего 4 неисправных штурмовика (из 28) и 22 боеготовых пилота.
20 августа 1941 года получил эскадрилью из 10 Ил-2 из прибывшего 215-го штурмового авиационного полка, 13 августа 1941 года штурмует аэродром под Смоленском, 18 августа 1941 года наносит удар по отходящим частям противника в районе устья реки Царевич, Лосево, 20 и 21 августа 1941 года под прикрытием истребителей 129-го истребительного авиаполка штурмует колонну противника в районе деревни Потелицы Смоленской области. С 21 августа 1941 года в основном действовал по войскам 7-й танковой дивизии, выдвигавшейся со стороны Духовщины к западному берегу реки Царевич.
С конца августа 1941 года пополняется в районе Воронежа, с 10 октября 1941 года действует под Москвой, в основном, в полосе 20-й армии, так 12 октября 1941 года наносит удар в районе совхозов Дугино и Новое Село, 17 октября 1941 года штурмует скопление войск между деревнями Горки и Татариново близ Можайска. Уже к 16 октября 1941 года потерял 15 Ил-2. Полк за образцовое выполнение заданий командования на фронте борьбы с немецкими захватчиками и проявленные при этом доблесть и мужество Указом Президиума Верховного Совета СССР от 9 ноября 1941 года награждён Орденом Красного Знамени. 25 ноября 1941 года выведен на пополнение в 1-ю запасную авиабригаду в Кинель.
C 10 января 1942 года действует в составе 46-й смешанной авиадивизии на Калининском фронте, с 17 января 1942 года полк получает новые самолёты в Москве. Базируется на аэродромах Кратово и Москва-Центральная. С 3 февраля базируется на аэродромах Мигалово, Старица, Тепляшкино и действует по очищению Ржевского плацдарма в районе Кокошкино, Ржев, Сычевка, Зубцов, Быково, Мостовая, Овсянково. С 25 марта 1942 года отведён в резерв на доукомплектование в 1-ю запасную авиабригаду в Чапаевск, Кряж, Рассказово.
После переформирования 24 июня 1942 года направлен на Брянский фронт в состав 205-й истребительной авиадивизии и базировался на аэродроме Хухлово. С 10 июля полк в составе 227-й штурмовой авиадивизии участвовал в боевых действиях по очищению от противника среднего Дона и города Воронежа.
С 28 марта 1943 года полк выводится на укомплектование в Левую Россошь, 1 апреля полк прибыл в состав 291-й штурмовой авиадивизии, где вел боевую работу по разгрому орловско-курской группировки противника. 16 июня 1943 года действует в районе Почаевки, Лучки, Соломенно-Топлинки. С первых дней Курской битвы участвует в боях, 5 июля 1941 года совместно с 241-м штурмовым авиационным полком под Бутово впервые применяет кумулятивные бомбы ПТАБ 2,5 — 1,5. 7 июля 1943 года штурмует колонну бронетехники 48-го танкового корпуса, двигавшуюся по дороге из Томаровки на Черкасское.
Затем поддерживает советские войска в ходе Белгородско-Харьковской наступательной операции и освобождении левобережной Украины. С конца сентября 1943 года действует над Днепром и за ним. Так, 8 октября 1943 года совершает вылет на Букринский плацдарм, 12 октября 1943 года действует в районе Колесище. С начала ноября 1943 года и до февраля 1944 года действует в районе Киева, Фастова и в целом Киевской области.
5 февраля 1944 года полк за отличные боевые действия, проявленные отвагу за отечество, героизм, стойкость, дисциплину и организованность на фронтах Отечественной войны против немецких захватчиков приказом НКО СССР № 018 от 05.02.1944 года преобразован в 165-й гвардейский штурмовой авиационный полк.

## Подчинение
| Дата            | Фронт (округ)             | Армия                            | Корпус                           | Дивизия                                  | Примечания          |
| --------------- | ------------------------- | -------------------------------- | -------------------------------- | ---------------------------------------- | ------------------- |
| 22.06.1941 года | Северо-Западный фронт     | -                                | -                                | 8-я смешанная авиационная дивизия        | -                   |
| 01.07.1941 года | Северо-Западный фронт     | -                                | -                                | 8-я смешанная авиационная дивизия        | -                   |
| 03.07.1941 года | Орловский военный округ   | ВВС Орловского военного округа   | 1-я запасная авиационная бригада | -                                        | на переформировании |
| 13.07.1941 года | Западный фронт            | 20-я армия                       | -                                | 23-я смешанная авиационная дивизия       | -                   |
| 09.08.1941 года | Западный фронт            | -                                | -                                | 47-я смешанная авиационная дивизия       | -                   |
| 01.10.1941 года | Западный фронт            | -                                | -                                | 47-я смешанная авиационная дивизия       | -                   |
| 01.11.1941 года | Западный фронт            | -                                | -                                | 47-я смешанная авиационная дивизия       | -                   |
| 25.11.1941 года | Приволжский военный округ | ВВС Приволжского военного округа | 1-я запасная авиационная бригада | -                                        | на переформировании |
| 10.01.1942 года | Западный фронт            | -                                | -                                | 46-я смешанная авиационная дивизия       | -                   |
| 25.03.1942 года | Приволжский военный округ | ВВС Приволжского военного округа | 1-я запасная авиационная бригада | -                                        | на переформировании |
| 24.06.1942 года | Брянский фронт            | 2-я воздушная армия              | -                                | 205-я истребительная авиационная дивизия | -                   |
| 10.07.1942 года | Брянский фронт            | 2-я воздушная армия              | -                                | 227-я штурмовая авиационная дивизия      | -                   |
| 01.04.1943 года | Воронежский фронт         | 2-я воздушная армия              | -                                | 291-я штурмовая авиационная дивизия      | -                   |
| 01.05.1943 года | Воронежский фронт         | 2-я воздушная армия              | -                                | 291-я штурмовая авиационная дивизия      | -                   |
| 01.06.1943 года | Воронежский фронт         | 2-я воздушная армия              | -                                | 291-я штурмовая авиационная дивизия      | -                   |
| 01.07.1943 года | Воронежский фронт         | 2-я воздушная армия              | -                                | 291-я штурмовая авиационная дивизия      | -                   |
| 01.08.1943 года | Воронежский фронт         | 2-я воздушная армия              | -                                | 291-я штурмовая авиационная дивизия      | -                   |
| 01.09.1943 года | Воронежский фронт         | 2-я воздушная армия              | -                                | 291-я штурмовая авиационная дивизия      | -                   |
| 01.10.1943 года | Воронежский фронт         | 2-я воздушная армия              | -                                | 291-я штурмовая авиационная дивизия      | -                   |
| 01.11.1943 года | 1-й Украинский фронт      | 2-я воздушная армия              | -                                | 291-я штурмовая авиационная дивизия      | -                   |
| 01.12.1943 года | 1-й Украинский фронт      | 2-я воздушная армия              | -                                | 291-я штурмовая авиационная дивизия      | -                   |
| 01.01.1944 года | 1-й Украинский фронт      | 2-я воздушная армия              | -                                | 291-я штурмовая авиационная дивизия      | -                   |
| 01.02.1944 года | 1-й Украинский фронт      | 2-я воздушная армия              | -                                | 291-я штурмовая авиационная дивизия      | -                   |

## Командиры
- Галунов Дмитрий Павлович, 06.1938 — 07.1938
- майор, подполковник Мамушкин Сергей Николаевич, 1940—1942
- майор, подполковник Плескач Антон Моисеевич, 1942—1943
- майор Рассмотров Александр Иванович, с 10.1943 — 1945

## Участие в операциях и битвах
- Приграничные сражения — с 22 по 26 июня 1941 года.
- Смоленское сражение — с 13 июля по 10 сентября 1941 года.
- Битва за Москву — с 30 сентября по 25 ноября 1941 года.
  - Ржевско-Вяземская операция — с 8 января по 1 марта 1942 года.
  - Сычёвско-Вяземская операция — с 8 января по 1 марта 1942 года.
- Воронежско-Ворошиловградская операция[5] — с 24 июня по 24 июля 1942 года.
- Сталинградская битва[5] — с 18 сентября 1942 года по 18 ноября 1942 года.
  - Среднедонская операция[5] — с 16 декабря 1942 года по 30 декабря 1942 года.
- Курская битва — с 5 июля по 23 августа 1943 года.
  - Белгородско-Харьковская операция — с 3 по 23 августа 1943 года.
- Киевская наступательная операция — с 3 ноября по 22 декабря 1943 года.
- Днепровско-Карпатская операция:
  - Корсунь-Шевченковская операция — с 24 января по 5 февраля 1944 года.

## Награды и наименования
| Награда                | Дата       | За что получена |
| ---------------------- | ---------- | --- |
| Орден Красного Знамени | 09.11.1941 | за образцовое выполнение заданий командования на фронте борьбы с немецкими захватчиками и проявленные при этом доблесть и мужество |

## Благодарности Верховного Главнокомандующего
Воинам полка в составе 291-й штурмовой авиационной Воронежско-Киевской дивизии Верховным Главнокомандующим объявлена благодарность:
- За отличие в боях при овладении столицей Советской Украины городом Киев — крупнейшим промышленным центром и важнейшим стратегическим узлом обороны немцев на правом берегу Днепра[7].

## Отличившиеся воины полка
| Награда              | Ф. И. О.                      | Должность                         | Звание            | Данные о вылетах                                            | Дата награждения | Примечания                                          |
| -------------------- | ----------------------------- | --------------------------------- | ----------------- | ----------------------------------------------------------- | ---------------- | --------------------------------------------------- |
|                      | Болотов, Василий Гаврилович   | помощник командира авиаэскадрильи | старший лейтенант | к моменту представления 92 боевых вылета                    | 12.04.1942       |                                                     |
|                      | Добкевич, Александр Антонович | командир эскадрильи               | капитан           | к моменту представления 67 боевых вылетов                   | 13.04.1944       |                                                     |
|                      | Кривов, Николай Александрович | заместитель командира эскадрильи  | лейтенант         | к моменту представления 92 боевых вылета                    | 04.02.1944       | посмертно                                           |
|                      | Рощепкин, Василий Дмитриевич  | командир эскадрильи               | лейтенант         | к моменту представления 124 боевых вылета                   | 01.07.1944       | погиб 30.10.1944                                    |
|                      | Шишов, Леонид Михайлович      | заместитель командира эскадрильи  | лейтенант         | к моменту представления 110 боевых вылетов, сбил 2 самолёта | 13.04.1944       |                                                     |
|                      | Павлов Иван Дмитриевич        | командир эскадрильи               | капитан           | 133 успешных боевых вылета                                  | 18.08.1945       | http://www.warheroes.ru/hero/hero.asp?Hero_id=16882 |
|                      | Савик, Николай Фомич          | лётчик                            | младший лейтенант | ?                                                           | 22.07.1943       | посмертно, 15.07.1943 совершил огненный таран       |
|                      | Яковлев, Константин Иванович  | лётчик                            | младший лейтенант | ?                                                           | 03.11.1941       | посмертно, 17.10.1941 совершил огненный таран       |
| Орден Красной Звезды | Смыслов, Иван Ефимович        | ВРИО командира эскадрильи         | старший лейтенант | к моменту представления 19 боевых вылета                    | 03.11.1941       | Погиб 02.12.1943 во время испытания самолёта Ил-2   |